# Bộ Quốc phòng Hoa Kỳ
Bộ Quốc phòng Hoa Kỳ (United States Department of Defense, viết tắt là DoD, USDOD hoặc DOD) là một bộ hành chính của chính phủ liên bang Hoa Kỳ, chịu trách nhiệm điều phối và giám sát năm lực lượng vũ trang Hoa Kỳ, Lục quân; Hải quân; Thủy quân Lục chiến; Không quân; Lực lượng Không gian; Tuần duyên cho một số mục đích và thực  các chức năng và cơ quan liên quan. Tính đến tháng 11 năm 2022, bộ này có hơn 1,4 triệu quân nhân đang tại ngũ trong năm lực lượng vũ trang. Bộ này cũng giám sát hơn 778.000 quân nhân Vệ binh Quốc gia và quân dự bị, và hơn 747.000 thường dân, nâng tổng số lên hơn 2,91 triệu nhân viên. Có trụ sở chính tại Lầu Năm Góc ở Quận Arlington, bang Virginia, ngay bên ngoài Washington, D.C., sứ mệnh được nêu của Bộ Quốc phòng là "cung cấp lực lượng quân sự cần thiết để ngăn chặn chiến tranh và đảm bảo an ninh quốc gia".
Bộ Quốc phòng do Bộ trưởng Quốc phòng đứng đầu, một người đứng đầu cấp nội các báo cáo trực tiếp lên Tổng thống Hoa Kỳ. Tổng thống là Tổng tư lệnh của năm lực lượng vũ trang. Dưới Bộ Quốc phòng là ba bộ quân sự trực thuộc: Bộ Lục quân, Bộ Hải quân và Bộ Không quân. Ngoài ra, bốn cơ quan tình báo quốc gia trực thuộc Bộ Quốc phòng: Cơ quan Tình báo Quốc phòng (Defense Intelligence Agency - DIA), Cơ quan An ninh Quốc gia (National Security Agency - NSA), Cơ quan Tình báo Địa không gian Quốc gia (National Geospatial-Intelligence Agency - NGA) và Văn phòng Trinh sát Quốc gia (National Reconnaissance Office - NRO).
Các cơ quan khác của Bộ Quốc phòng bao gồm Cơ quan Dự án Nghiên cứu Tiên tiến Quốc phòng (Defense Advanced Research Projects Agency - DARPA), Cơ quan Hậu cần Quốc phòng (Defense Logistics Agency - DLA), Cơ quan Phòng thủ Tên lửa (Missile Defense Agency - MDA), Cơ quan Y tế Quốc phòng (Defense Health Agency - DHA), Cơ quan Giảm thiểu Mối đe dọa Quốc phòng (Defense Threat Reduction Agency - DTRA), Cơ quan Phản gián và An ninh Quốc phòng (Defense Counterintelligence and Security Agency - DCSA), Cơ quan Phát triển Không gian (Space Development Agency - SDA) và Cơ quan Bảo vệ Lầu Năm Góc (Pentagon Force Protection Agency - PFPA), tất cả đều trực thuộc Bộ trưởng Quốc phòng. Ngoài ra, Cơ quan Quản lý Hợp đồng Quốc phòng (Defense Contract Management Agency - DCMA) chịu trách nhiệm quản lý các hợp đồng cho Bộ Quốc phòng. Các hoạt động quân sự được quản lý bởi mười một bộ tư lệnh chiến đấu thống nhất theo khu vực hoặc chức năng. Bộ Quốc phòng cũng điều hành một số trường đào tạo quân sự chung, bao gồm Trường Eisenhower (Eisenhower School - ES) và Trường Cao đẳng Chiến tranh Quốc gia (National War College - NWC).

## Lịch sử
Quốc hội Hoa Kỳ thành lập Bộ Chiến tranh năm 1789 và Bộ Hải Quân Hoa Kỳ trong năm 1798. Bộ trưởng của mỗi bộ báo cáo trực tiếp cho Tổng thống với tư cách là Cố vấn Nội các.
Trong một thông điệp đặc biệt tới Quốc hội vào ngày 19 tháng 12 năm 1945, Tổng thống Harry Truman đề nghị thành lập một Bộ Quốc phòng thống nhất bởi vì cả hai vấn đề là quá lãng phí trong binh phí và các cuộc xung đột giữa các bộ. Các cuộc bàn cãi trong Quốc hội xảy ra trong nhiều tháng mà trọng điểm là vai trò của quân đội trong xã hội và mối đe dọa trong việc công nhận quá nhiều khả năng quân sự cho một bộ phận nhất định.

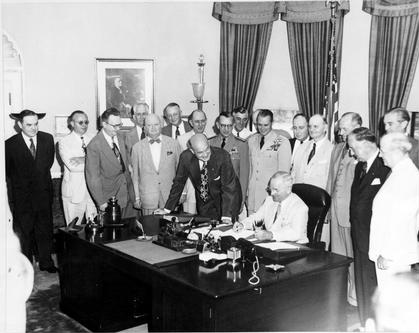
Tổng thống Harry Truman ký sửa đổi Luật An ninh Quốc gia năm 1949

Vào ngày 26 tháng 7 năm 1947, Truman ký Đạo luật An ninh Quốc gia năm 1947, lập ra một Bộ chỉ huy Quân sự thống nhất được biết đến với tên Tổ chức Quân sự Quốc gia (tiếng Anh: National Military Establishment), cũng như thành lập Cục Tình báo Trung ương (Central Intelligence Agency), Hội đồng An ninh Quốc gia (National Security Council), Hội đồng Quản trị Tài nguyên An ninh Quốc gia (National Security Council), Lực lượng Không quân Hoa Kỳ (United States Air Force) và Bộ tổng Tham mưu (Joint Chief of Staff).
Hiệp định này đặt Tổ chức Quân sự Quốc gia dưới quyền của một Bộ trưởng Bộ Quốc phòng duy nhất. Tổ chức Quân sự Quốc gia bắt đầu hoạt
động vào ngày 18 tháng 9, sau ngày Thượng Nghị Viện Hoa Kỳ xác nhận James V. Forrestal là Bộ trưởng Bộ Quốc phòng đầu tiên. Tổ chức Quân sự Quốc gia được đổi tên thành "Bộ Quốc phòng Hoa Kỳ" vào ngày 10 tháng 8 năm 1949 trong một sự sửa đổi của bộ luật năm 1947.
Dưới Đạo luật Tái tổ chức Bộ Quốc phòng Hoa Kỳ năm 1958, các chức sắc trong bộ được sắp xếp lại trong khi vẫn duy trì được quyền thế của Bộ Quân sự. Bộ luật này cũng chu cấp một Tổ chức Nghiên cứu Trung ương, Cơ quan Đặc trách Kế hoạch Nghiên cứu Quốc phòng Cao cấp (Defense Advanced Research Projects Agency), được biết đến với tên gọi DARPA. Đạo luật chuyển quyền ra quyết định từ Bộ Quân sự cho Bộ tổng Tham mưu và Bộ trưởng Bộ Quốc phòng. Nó còn gia cố quyền chỉ huy Quân đội Hoa Kỳ từ Tổng thống sang Bộ trưởng Bộ Quốc phòng. Được viết và đề xướng bởi chính quyền Eisenhower, được ký thành luật pháp vào ngày 6 tháng 8 năm 1958.

## Tổ chức

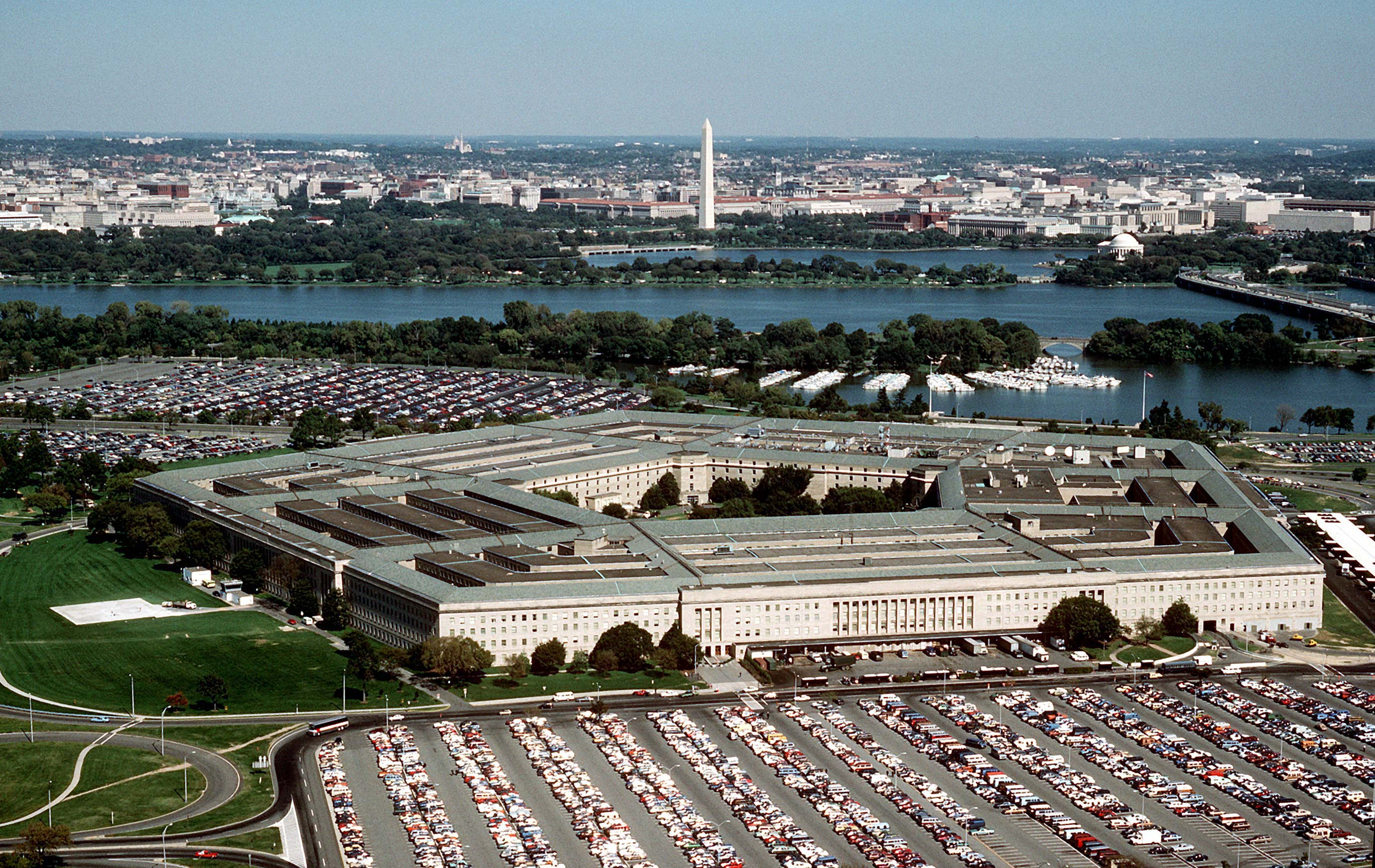
Ngũ Giác Đài là tổng hành dinh của Bộ Quốc phòng Hoa Kỳ.

Bộ Quốc phòng gồm có lục quân, hải quân, không quân và thủy quân lục chiến cũng như các cơ quan không chiến đấu như Cơ quan An ninh quốc gia và Cơ quan Tình báo Quốc phòng. Ngân sách hàng năm của bộ là khoảng 786 tỉ đô la năm 2007. Con số này không bao gồm thêm hàng chục tỷ đô la chi tiêu phụ mà Quốc hội Hoa Kỳ dành cho bộ suốt năm, đặc biệt là cho Chiến tranh Iraq. Nó cũng không bao gồm số tiền chi tiêu của Bộ Năng lượng Hoa Kỳ sử dụng vào việc thiết kế và thử nghiệm vũ khi hạt nhân.
Phía dân sự kiểm soát bộ về các vấn đề hơn là về các chiến dịch và được thực hiện qua ba bộ dưới quyền là Bộ Lục quân Hoa Kỳ, Bộ Hải quân Hoa Kỳ (bao gồm quân chủng Thủy quân Lục chiến Hoa Kỳ) và Bộ Không quân Hoa Kỳ. Mỗi bộ có một bộ trưởng riêng dưới cấp nội các.
Trong thời chiến, Bộ Quốc phòng Hoa Kỳ có quyền đối với Tuần duyên Hoa Kỳ; trong thời bình, lực lượng Tuần duyên nằm dưới quyền của Bộ Nội an Hoa Kỳ. Trước khi Bộ Nội an được thành lập, Tuần duyên Hoa Kỳ nằm dưới quyền của Bộ Giao thông Hoa Kỳ và trước kia nằm dưới quyền của Bộ Ngân khố Hoa Kỳ. Theo Bộ luật Hoa Kỳ, Tuần duyên Hoa Kỳ luôn luôn được xem là một trong năm quân chủng của Hoa Kỳ và là một trong 7 lực lượng đồng phục của Hoa Kỳ. Trong thời gian tuyên chiến (hay dưới quyền hướng dẫn của Quốc hội Hoa Kỳ), Tuần duyên Hoa Kỳ hoạt động như là một bộ phận của Hải quân Hoa Kỳ. Quân chủng này chưa từng nằm dưới quyền của Hải quân Hoa Kỳ kể từ Chiến tranh thế giới thứ hai nhưng các thành viên đã từng phục vụ trong những cuộc xung đột không tuyên chiến kể từ đó trong khi vẫn nằm trong bộ thời bình của nó.
Ngũ Giác Đài nằm trong Quận Arlington, Virginia, phía bên kia Sông Potomac từ thủ đô Washington, D.C., là tổng hành dinh của Bộ Quốc phòng. Bộ Quốc phòng được Cơ quan Bảo vệ Lực lượng Ngũ Giác Đài bảo vệ. Cơ quan này đảm trách an ninh và thi hành luật pháp để bảo vệ Ngũ Giác Đài và các cơ quan nằm trong thẩm quyền của Bộ Quốc phòng khắp Vùng Thủ đô Quốc gia (National Capital Region).

### Cơ cấu chỉ huy
Tổng thống Hoa Kỳ là tổng tư lệnh Quân đội Hoa Kỳ mặc dù tổng thống là một người thuộc giới dân sự, không phải thuộc giới quân sự. Cơ cấu chỉ huy của Bộ Quốc phòng được định nghĩa theo Đạo luật Goldwater-Nichols 1986 (PL 99-433), và được Tổng thống Ronald Reagan ký thành luật vào ngày 1 tháng 10 năm 1986. Đạo luật tu chính lại cơ cấu chỉ huy quân đội Hoa Kỳ, tạo nhiều thay đổi nhanh nhất đối với bộ kể từ khi nó được thành lập theo Đạo luật An ninh Quốc gia 1947.
Theo đạo luật, hệ thống chỉ huy bắt đầu từ Tổng thống Hoa Kỳ qua Bộ trưởng Quốc phòng Hoa Kỳ đến các tư lệnh của các Bộ Tư lệnh tác chiến thống nhất - các vị tư lệnh này là những người chỉ huy tất cả các lực lượng quân sự hỗn hợp trong vùng trách nhiệm của mình. Tổng Tham mưu trưởng Liên quân Hoa Kỳ (Chairman of the Joint Chiefs of Staff) và các Tham mưu trưởng chịu trách nhiệm sẵn sàng cho quân đội Hoa Kỳ và phục vụ như những cố vấn quân sự cho tổng thống nhưng không nằm trong hệ thống chỉ huy. Theo luật định thì Tổng Tham mưu trưởng Liên quân Hoa Kỳ là viên chức quân sự cao cấp nhất tại Hoa Kỳ (vì Bộ trưởng Quốc phòng thuộc giới dân sự, không phải quân nhân). Mỗi quân chủng có trách nhiệm tổ chức, huấn luyện và trang bị các đơn vị quân sự cho các tư lệnh của các Bộ Tư lệnh tác chiến thống nhất.

### Thành phần
- Bộ trưởng Quốc phòng Hoa Kỳ
- Thứ trưởng Quốc phòng Hoa Kỳ
  - Văn phòng Bộ trưởng Quốc phòng
    - Ủy ban Cố vấn Ban Chính sách Quốc phòng (Defense Policy Board Advisory Committee)
    - Văn phòng Lượng định Tình hình Thực tế (Office of Net Assessment)
    - Cơ quan Bảo vệ Lực lượng Lầu Năm Góc (Pentagon Force Protection Agency)
    - Văn phòng Tư vấn Tổng quát (Office of General Counsel)
      - Cơ quan Pháp lý Quốc phòng (Defense Legal Services Agency)

    - Văn phòng Tổng thanh tra (Office of Inspector General)
      - Sở Điều tra Tội phạm Quốc phòng (Defense Criminal Investigative Service)

  - Thứ trưởng Quốc phòng đặc trách Tình báo (Under Secretary of Defense for Intelligence)
    - Cơ quan Tình báo Quốc phòng (Defense Intelligence Agency)
    - Sở An ninh Quốc phòng (Defense Security Service)
    - Cơ quan Phản gián (Counterintelligence Field Activity)
    - Cơ quan Tình báo Địa-Không gian Quốc gia (National Geospatial Agency)
    - Cơ quan Trinh sát Quốc gia (National Reconnaissance Office)
    - Cơ quan An ninh Quốc gia (National Security Agency)

  - Thứ trưởng Quốc phòng đặc trách Chính sách
    - Cơ quan Hợp tác An ninh Quốc phòng (Defense Security Cooperation Agency)
    - Văn phòng Quốc phòng đặc trách Tù binh và Nhân sự Mất tích (Defense Prisoner of War/Missing Personnel Office)

  - Thứ trưởng Quốc phòng đặc trách Quân dụng, Kỹ thuật và Hậu cần (Under Secretary of Defense for Acquisition, Technology and Logistics)
    - Trung tâm Thông tin Kỹ thuật Quốc phòng (Defense Technical Information Center)
    - Cơ quan Chỉ đạo các Dự án Nghiên cứu Quốc phòng Tiên tiến (Defense Advanced Research Projects Agency)
    - Cơ quan Quốc phòng chống Tên lửa (Missile Defense Agency)
    - Cơ quan Quản lý Hợp đồng Quốc phòng (Defense Contract Management Agency)
    - Cơ quan Hậu cần Quốc phòng (Defense Logistics Agency)
    - Cơ quan Giảm thiểu Đe dọa Quốc phòng (Defense Threat Reduction Agency)
    - Văn phòng Điều chỉnh Kinh tế (Office of Economic Adjustment)
    - Đại học Quân dụng Quốc phòng (Defense Acquisition University)
    - Cơ quan Chuyển hóa Công việc (Business Transformation Agency)
    - Ban điều hành Định lượng và Thử nghiệm Hoạt động (Operational Test and Evaluation Directorate)

  - Thứ trưởng Quốc phòng đặc trách Nhân sự và Sẵn sàng
    - Cơ quan Quân nhu Quốc phòng (Defense Commissary Agency)
    - Hệ thống trường dành cho con quân nhân quốc phòng (Department of Defense Dependents Schools)
    - Đại học Y khoa Quân đội (Uniformed Services University of the Health Sciences)
    - Viện Quản lý Cơ hội Bình đẳng Quốc phòng (Defense Equal Opportunity Management Institute)
    - Văn phòng Giám đốc Giáo dục và Phát triển Nghiệp vụ (Office of the Chancellor for Education and Professional Development)

  - Thứ trưởng Quốc phòng đặc trách Tài chính (Under Secretary of Defense Comptroller)
    - Cơ quan Kiểm toán Hợp đồng Quốc phòng (Defense Contract Audit Agency)
    - Sở Hạch toán và Tài chính Quốc phòng (Defense Finance and Accounting Service)

  - Giám đốc, Định lượng và Phân tích Kế hoạch (Director, Program Analysis and Evaluation)
  - Phụ tá Bộ trưởng Quốc phòng đặc trách Hợp nhất Thông tin và Hệ thống mạng
    - Cơ quan đặc trách Hệ thống Thống tin Quốc phòng (Defense Information Systems Agency)

  - Phụ tá Bộ trưởng Quốc phòng đặc trách Quan hệ Công chúng
    - Phó phụ tá Bộ trướng, liên lạc nội bộ

  - Phục vụ Tổng hành dinh Washington
  - Văn phòng Phụ tá Bộ trưởng Quốc phòng đặc trách Y tế (Office of the Assistant Secretary of Defense for Health Affairs)
    - Hệ thống Y tế Quân đội[4]
- Các bộ quân sự
  - Bộ trưởng Lục quân Hoa Kỳ
    - Bộ Lục quân Hoa Kỳ gồm có Lục quân Hoa Kỳ và Công binh Lục quân Hoa Kỳ

  - Bộ trưởng Hải quân Hoa Kỳ
    - Bộ Hải quân Hoa Kỳ bao gồm Hải quân Hoa Kỳ và Thủy quân Lục chiến Hoa Kỳ

  - Bộ trưởng Không quân Hoa Kỳ
    - Bộ Không quân Hoa Kỳ bao gồm Không quân Hoa Kỳ
- Bộ tổng tham mưu Liên quân Hoa Kỳ

| Tổng tham mưu trưởng Liên quân Hoa Kỳ      | Đô đốc Michael G. Mullen (Hải quân Hoa Kỳ)                 |
| Tổng tham mưu phó Liên quân Hoa Kỳ         | Đại tướng James E. Cartwright (Thủy quân Lục chiến Hoa Kỳ) |
| Tham mưu trưởng Lục quân Hoa Kỳ            | Đại tướng George W. Casey, Jr. (Lục quân Hoa Kỳ)           |
| Tham mưu trưởng Không quân Hoa Kỳ          | Đại tướng Norton A. Schwartz (Không quân Hoa Kỳ)           |
| Tham mưu trưởng Hải quân Hoa Kỳ            | Đô đốc Gary Roughead (Hải quân Hoa Kỳ)                     |
| Tham mưu trưởng Thủy quân Lục chiến Hoa Kỳ | Đại tướng James T. Conway (Thủy quân Lục chiến Hoa Kỳ)     |

### Các Bộ Tư lệnh tác chiến thống nhất
Có 11 Bộ Tư lệnh tác chiến thống nhất gồm bảy Bộ Tư lệnh theo địa lý và bốn Bộ Tư lệnh theo chức năng.
| Biểu tượng                               | Bộ Tư lệnh                                                     | Ngày thành lập                           | Trụ sở                                           | Chịu trách nhiệm |
| Bộ Tư lệnh tác chiến theo khu vực địa lý | Bộ Tư lệnh tác chiến theo khu vực địa lý                       | Bộ Tư lệnh tác chiến theo khu vực địa lý | Bộ Tư lệnh tác chiến theo khu vực địa lý         | Bộ Tư lệnh tác chiến theo khu vực địa lý                                                                                                |
| ---------------------------------------- | -------------------------------------------------------------- | ---------------------------------------- | ------------------------------------------------ | --- |
|                                          | Bộ Tư lệnh Khu vực châu Phi (USAFRICOM)                        | 1 tháng 8 năm 2008                       | Doanh trại Kelly, Stuttgart, Đức‡                | Tất cả châu Phi, trừ Ai Cập |
|                                          | Bộ Tư lệnh Khu vực miền Trung (USCENTCOM)                      | 1 tháng 1 năm 1983                       | Căn cứ Không quân MacDill, Florida‡              | Khu vực Trung Đông, Ai Cập, Trung Á và một phần Nam Á                                                                                   |
|                                          | Bộ Tư lệnh Khu vực châu Âu (USEUCOM)                           | 1 tháng 8 năm 1952                       | Doanh trại Patch, Stuttgart, Đức                 | Tất cả châu Âu, Nga, Greenland và Israel                                                                                                |
|                                          | Bộ Tư lệnh Khu vực Ấn Độ Dương - Thái Bình Dương (USINDOPACOM) | 1 tháng 1 năm 1947                       | Trại H. M. Smith, Oahu, Hawaii                   | Khu vực Ấn Độ Dương - Thái Bình Dương, khu vực Đông Á, Đông Nam Á, Nam Á và châu Đại Dương                                              |
|                                          | Bộ Tư lệnh miền Bắc (USNORTHCOM)                               | 1 tháng 10 năm 2002                      | Căn cứ Không quân Peterson, Colorado             | Lục địa Bắc Mỹ, Puerto Rico, Bahamas và hỗ trợ an ninh quốc nội cùng với các lực lượng dân sự                                           |
|                                          | Bộ Tư lệnh miền Nam (USSOUTHCOM)                               | 6 tháng 6 năm 1963                       | Doral, Florida‡                                  | Khu vực Trung Mỹ và Nam Mỹ |
|                                          | Bộ Tư lệnh Không gian (USSPACECOM)                             | 29 tháng 8 năm 2019                      | Căn cứ Không quân Peterson, Colorado‡ (tạm thời) | Các chiến dịch trong và xuyên không gian                                                                                                |
| Bộ Tư lệnh tác chiến theo chức năng      |                                                                |                                          |                                                  | |
|                                          | Bộ Tư lệnh đặc trách An ninh Mạng (USCYBERCOM)                 | 21 tháng 5 năm 2010                      | Pháo đài George G. Meade, Maryland               | Bảo vệ các cơ sở thông tin của Bộ Quốc phòng và tiến hành các chiến dịch tấn công không gian mạng với mục địch quân sự.                 |
|                                          | Bộ Tư lệnh Chiến dịch Đặc biệt (USSOCOM)                       | 16 tháng 4 năm 1987                      | Căn cứ không quân MacDill, Florida               | Phụ trách, điều phối các chiến dịch hoạt động đặc biệt cho các quân chủng.                                                              |
|                                          | Bộ Tư lệnh Chiến lược (USSTRATCOM)                             | 1 tháng 6 năm 1992                       | Căn cứ Không quân Offutt, Nebraska               | Phụ trách các chiến lược quân sự, tình báo, vũ khí hạt nhân, phòng thủ tên lửa.                                                         |
|                                          | Bộ Tư lệnh Giao thông Vận tải (USTRANSCOM)                     | 1 tháng 7 năm 1987                       | Căn cứ Không quân Scott, Illinois                | Vận chuyển người và tài sản của Bộ Quốc phòng đến khắp nơi trên thế giới bằng các loại hình phương tiện cả khi hoà bình và chiến tranh. |

‡ Hiện nay có bốn bộ Tư lệnh tác chiến theo địa lý có trụ sở nằm bên ngoài khu vực phụ trách.

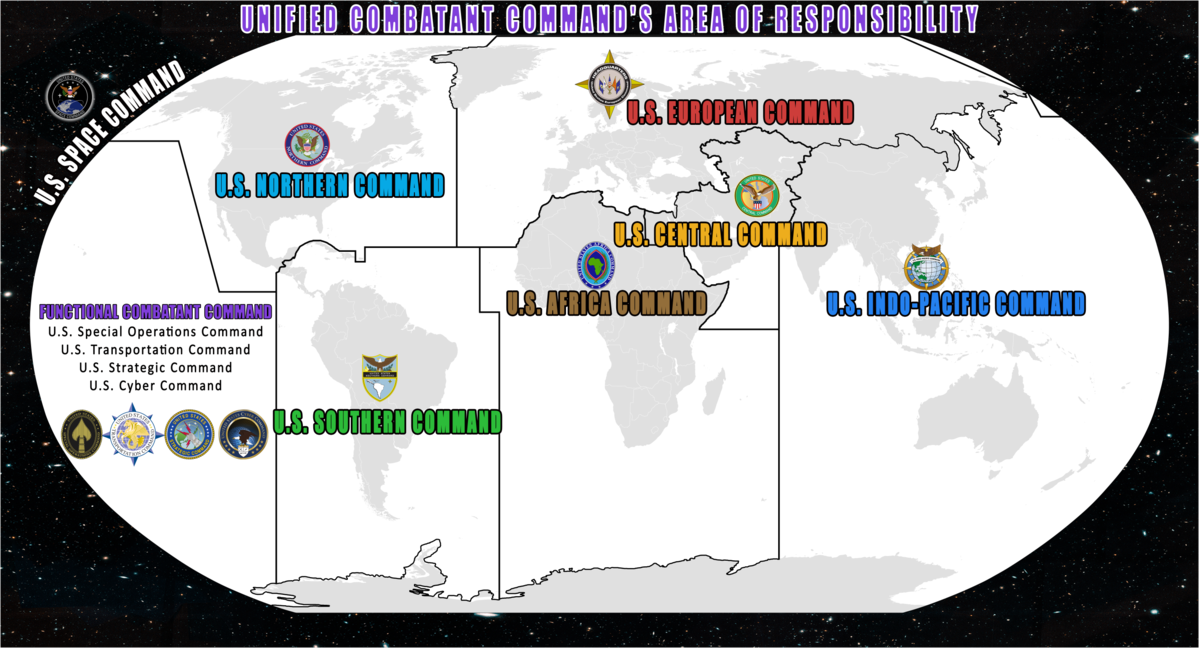

## Chi tiêu

Chi tiêu quân sự tính theo phần trăm GDP.

Chi tiêu quân sự của Bộ Quốc phòng Hoa Kỳ trong năm tài chính 2007 là:
| Tổng ngân quỹ                                             | 439,.3 tỉ đô la |
| Hoạt động và bảo trì                                      | 152,2 tỷ đô la. |
| Nhân sự                                                   | 110,8 tỉ        |
| Mua trang thiết bị                                        | 84,2 tỉ.        |
| Nghiên cứu, phát triển, thử nghiệm và định lượng          | 73,2 tỉ         |
| Xây dựng                                                  | 12.6 tỉ         |
| Nhà ở                                                     | 4,1 tỉ          |
| (Cuộc chiến chống khủng bố, Iraq, Afghanistan không tính) |                 |

Hoa Kỳ và các đồng minh thân cận nhất sử dụng khoảng hai phần ba chi tiêu quân sự toàn thế giới (theo đó thì Hoa Kỳ sử dụng phần lớn chi tiêu vừa kể). Chi tiêu quân sự của Hoa Kỳ chiếm 19% ngân sách liên bang.
Tuy nhiên nếu tính theo chi tiêu trên mỗi đầu người thì Hoa Kỳ đứng hạng ba sau Israel và Singapore.
Theo Viên Nghiên cứu Hòa bình Quốc tế Stockholm, Hoa Kỳ đã chi tiêu khoảng 47% chi tiêu quân sự của toàn thế giới trong năm 2003 với số tiền là 956 tỷ đô la.
Nếu tính theo phần trăm GDP thì Hoa Kỳ chi tiêu 4,06% cho quân sự, đứng hạng 28 trên thế giới. Cao hơn so với Pháp chi tiêu 2,6%, nhưng thấp hơn so với Ả Rập Xê Út chi tiêu 10%.

## Sử dụng năng lượng
Bộ Quốc phòng Hoa Kỳ là bộ phận tiêu dùng năng lượng nhiều nhất của Hoa Kỳ trong năm 2006.
Theo FY 2006, Bộ Quốc phòng sử dụng gần 30.000 gigawatt điện trên giờ (GWH), với giá là gần 2.2 tỉ Đô la Mỹ. Năng lượng điện được Bộ Quốc phòng sử dụng có thể đủ để cung cấp điện cho hơn 2.6 triệu hộ gia đình ở Mỹ. Trong phần tiêu thụ điện năng, nếu Bộ Quốc phòng là một nước thì sẽ đứng thứ 58 trên thế giới, ít hơn Đan Mạch nhưng nhiều hơn một chút so với Syria.
Bộ Quốc phòng cũng chịu trách nhiệm cho 93% lượng tiêu thụ nhiên liệu của Chính phủ Hoa Kỳ (Bộ Không Quân Hoa Kỳ: 52%; Bộ Hải Quân Hoa Kỳ: 33%; Bộ Lục Quân Hoa Kỳ: 7%; các thành phần còn lại của Bộ Quốc phòng: 1%). Bộ Quốc phòng sử dụng 4.600.000.000 gallons Mỹ (23.000 lít) trong một ngày. Theo CIA World Factbook năm 2005, nếu là một nước, Bộ Quốc phòng sẽ đứng thứ 34 trên thế giới trong lượng sử dụng xăng dầu trung bình, đứng sau Iraq và trên Thụy Điển. Không Quân là bộ phận sử dụng nhiều nhiên liệu nhất trong các Cơ quan Liên bang. Không quân Hoa Kỳ sử dụng đến 10% nhiên liệu trên thế giới cho phi cơ: 82% cho phi cơ phản lực, 16% cho việc điều hành các căn cứ, sân bay và 2% cho các phương tiện dưới đất/thiết bị.